# Indigofera hendecaphylla
Indigofera hendecaphylla är en ärtväxtart som beskrevs av Nikolaus Joseph von Jacquin. Indigofera hendecaphylla ingår i släktet indigosläktet, och familjen ärtväxter.

## Underarter
Arten delas in i följande underarter:
- I. h. hendecaphylla
- I. h. siamensis

## Bildgalleri

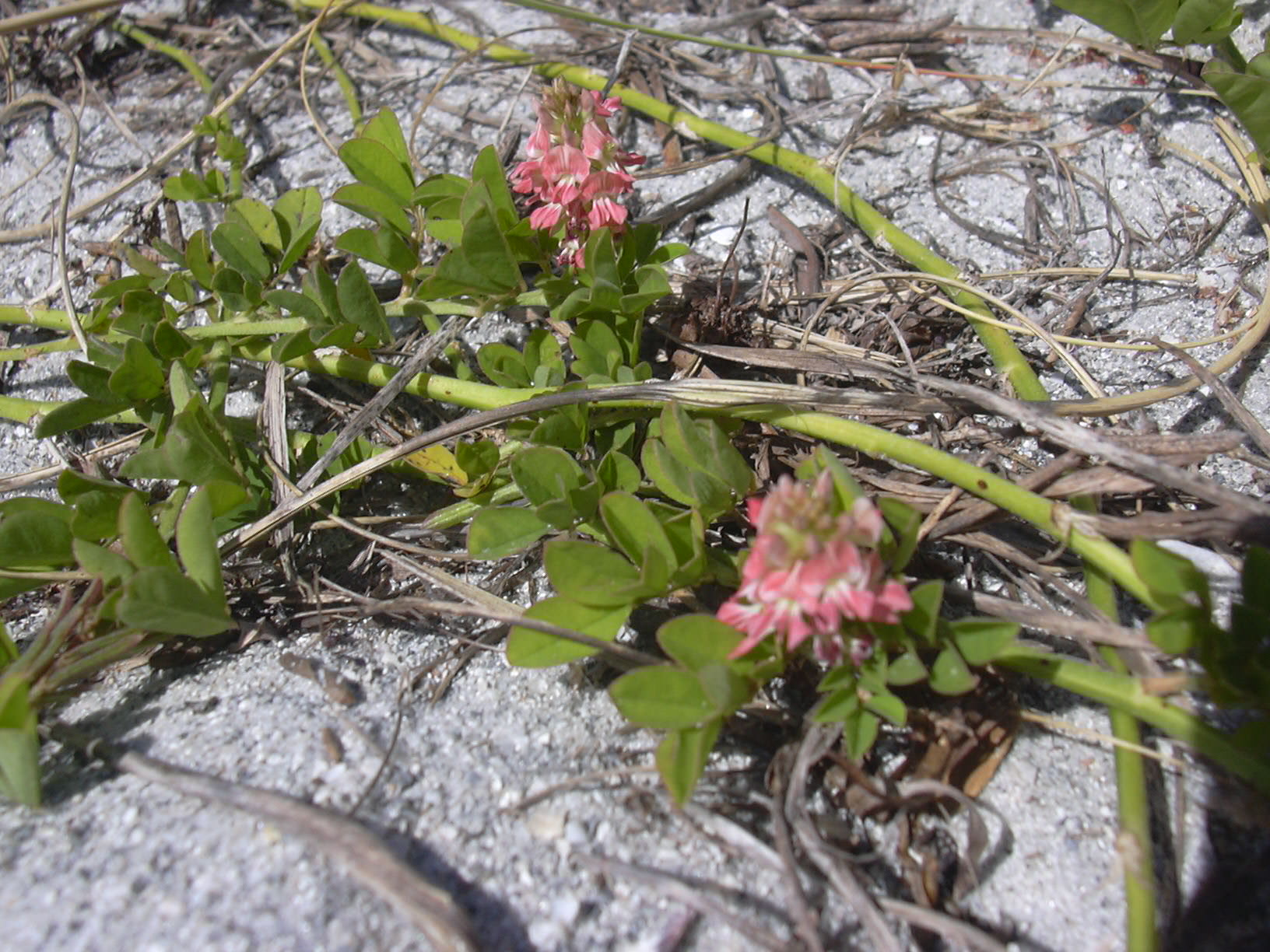
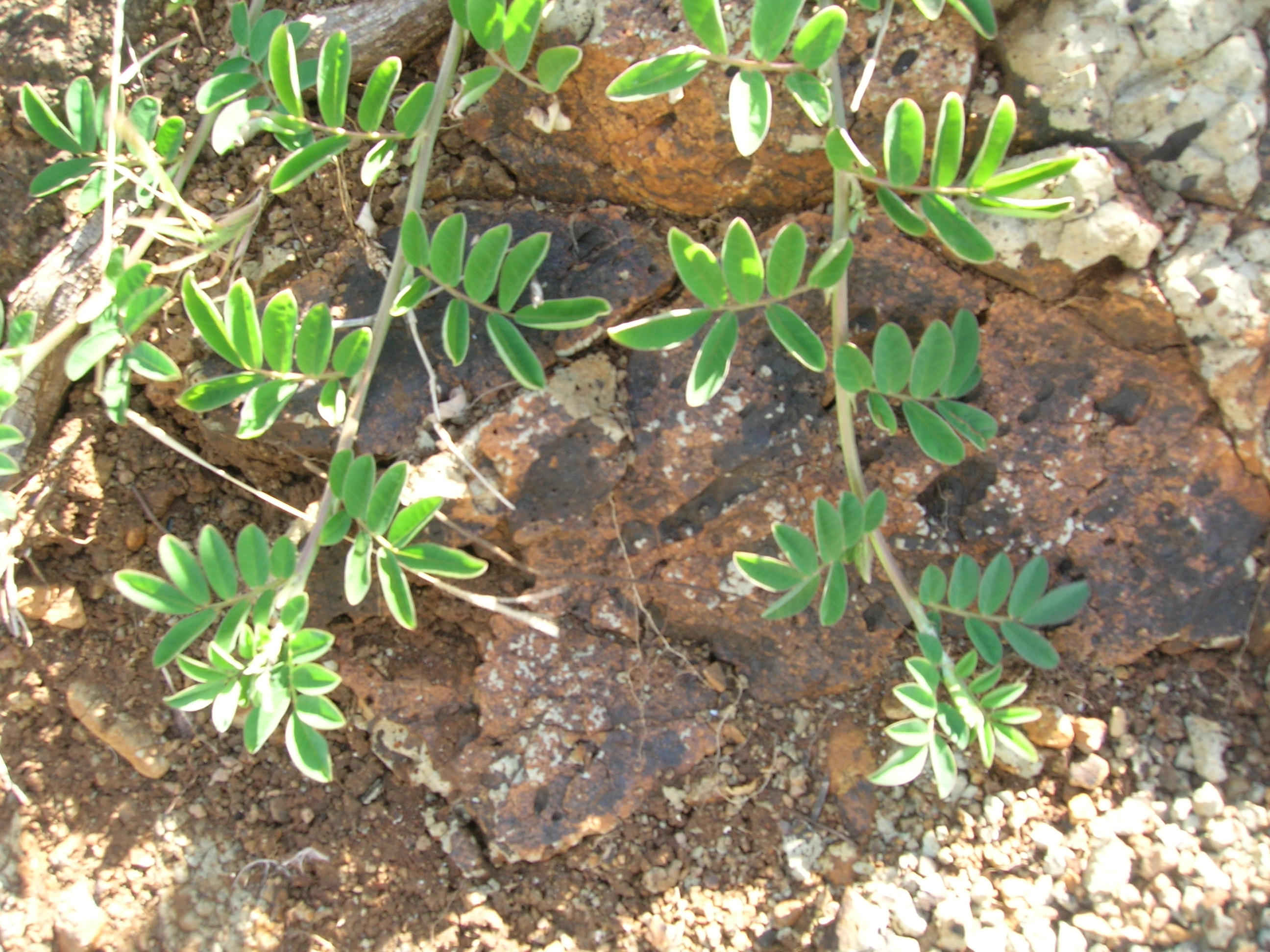
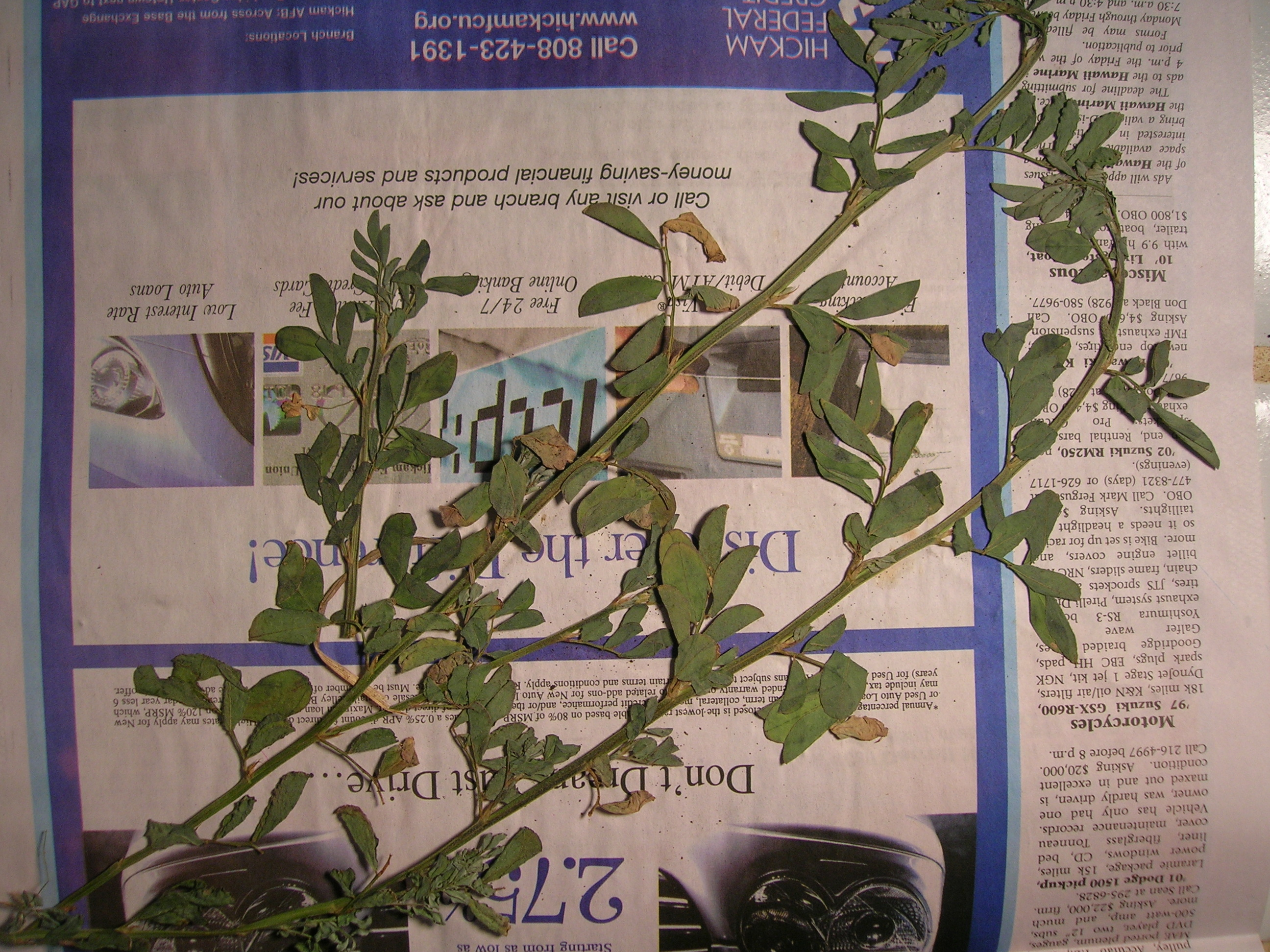
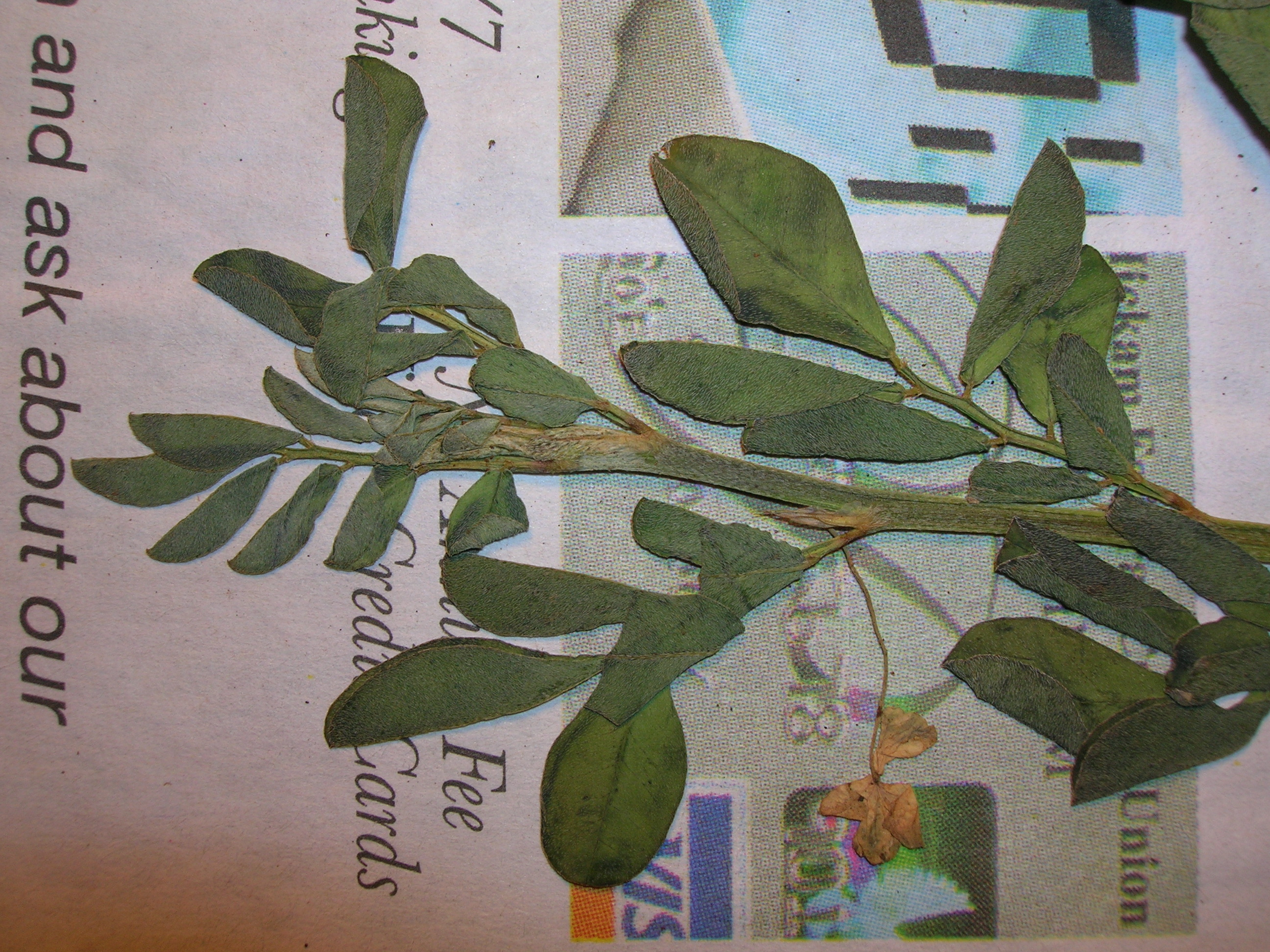